# Институт восточных культур и античности РГГУ
Институт восточных культур (ИВК, с 2003 г. после включения в его состав Кафедры античной культуры — Институт восточных культур и античности, ИВКА) создан в 1994 году в Российском государственном гуманитарном университете как специальное научно-учебное подразделение. ИВКА РГГУ органически объединил в себе научно-исследовательскую деятельность Архивная копия от 22 ноября 2010 на Wayback Machine и образование, изучение Востока и преподавание многих востоковедных дисциплин с исследованием и преподаванием греческой и римской античности.
Директор Института: Илья Сергеевич Смирнов; Заместитель директора: Леонид Ефимович Коган Архивная копия от 3 декабря 2013 на Wayback Machine.

## Структура Института восточных культур и античности РГГУ

### Кафедры
- Кафедра истории и филологии Древнего Востока Архивная копия от 21 ноября 2010 на Wayback Machine
- Кафедра классической филологии Архивная копия от 22 ноября 2010 на Wayback Machine
- Кафедра истории Древнего мира Архивная копия от 21 ноября 2010 на Wayback Machine
- Кафедра истории и филологии Южной и Центральной Азии Архивная копия от 21 ноября 2010 на Wayback Machine
- Кафедра истории и филологии Дальнего Востока Архивная копия от 21 ноября 2010 на Wayback Machine

### Отдел научных исследований
- Сектор сравнительного изучения культур Востока и Запада Архивная копия от 21 ноября 2010 на Wayback Machine
- Сектор компаративистики
- Сектор антиковедения
- Сектор восточной и эллинистической археологии
- Сектор древневосточных исследований

### Учебно-методический кабинет
- Мемориальный кабинет-библиотека академика B. Н. Топорова Архивная копия от 22 ноября 2010 на Wayback Machine

## Направления подготовки
ИВКА РГГУ ведет обучение студентов по следующим направлениям:
- Язык и литература Китая Архивная копия от 20 ноября 2011 на Wayback Machine
- Язык и литература Японии Архивная копия от 20 ноября 2011 на Wayback Machine
- История и филология Таиланда и Лаоса Архивная копия от 20 ноября 2011 на Wayback Machine
- Язык и литература Вьетнама Архивная копия от 17 мая 2012 на Wayback Machine
- Язык и литература Кореи Архивная копия от 20 ноября 2011 на Wayback Machine
- Языки и литература Монголии и Тибета Архивная копия от 19 ноября 2011 на Wayback Machine
- Языки и литературы тюркоязычных народов Архивная копия от 19 ноября 2011 на Wayback Machine
- Языки и литература Индии (санскрит и хинди) Архивная копия от 19 ноября 2011 на Wayback Machine
- Филология Индии (тамильский и санскрит) Архивная копия от 19 ноября 2011 на Wayback Machine
- Филология Индии и мусульманской Южной Азии (урду и персидский) Архивная копия от 19 ноября 2011 на Wayback Machine
- Филология Ирана Архивная копия от 19 ноября 2011 на Wayback Machine
- Языки и литературы древней Месопотамии Архивная копия от 20 ноября 2011 на Wayback Machine
- Языки и литературы древней Сирии-Палестины Архивная копия от 20 ноября 2011 на Wayback Machine
- Язык и литература арабских стран Архивная копия от 20 ноября 2011 на Wayback Machine
- Эфиопско-арабская филология Архивная копия от 20 ноября 2011 на Wayback Machine
- История древней Греции и Рима Архивная копия от 20 ноября 2011 на Wayback Machine
- Классическая филология Архивная копия от 20 ноября 2011 на Wayback Machine

Открыты магистратуры:
- Языки и литературы Ближнего Востока в древности и в Средние века: СИРИЯ Архивная копия от 1 апреля 2022 на Wayback Machine
- Индоевропеистика Архивная копия от 31 июля 2013 на Wayback Machine

## Издательская деятельность
ИВКА РГГУ осуществляет издание книжной серии «Orientalia et Classica: Труды Института восточных культур и античности» и периодических изданий: «Babel und Bibel», «Кентавр / Centaurus», «Аспекты компаративистики» и (с 2009 года) «Вопросы языкового родства». Институт принимает участие в выпуске Вестника РГГУ серии «Востоковедение, африканистика» Архивная копия от 14 марта 2012 на Wayback Machine.

## Археологическая коллекция
ИВКА РГГУ является хранителем археологической коллекции Архивная копия от 17 мая 2012 на Wayback Machine Е. Я. Сатановского.